# JKU FC
Der Jeshi la Kujenga Uchumi Football Club, auch bekannt als JKU FC,  ist ein sansibarischer Fußballverein aus Sansibar.

## Geschichte
Der Verein war in den 1970er Jahren erfolgreich. 1974 konnte sie den Nyerere Cup gewinnen. Dabei handelte es sich um den nationalen Pokal von Tansania. Mit dem Erfolg qualifizierten sie sich für die afrikanischen Wettbewerbe. Dort verloren sie in der ersten Runde gegen Mufulira Wanderers aus Sambia. Erst 2006 konnten sie sich wieder für einen Wettbewerb qualifizieren. Dort scheiterten sie knapp an USJF Ravinala aus Madagaskar. 2017 konnte dann erstmals die nationale Meisterschaft gewonnen werden und man qualifizierte sich für die CAF Champions League. Hier schied man allerdings schon in der Vorrunde aus, als man dem sambischen Verein ZESCO United mit 0:0 und 0:7 unterlag.

## Erfolge
- Premier League: 2017, 2018, 2024
- FA Cup: 1974

## Stadion
Der Verein trägt seine Heimspiele im 15.000 Zuschauer fassenden Amaan Stadium in Sansibar aus.

## Statistik in den CAF-Wettbewerben
| Wettbewerb                    | Runde    | Gegner             | Hinspiel | Rückspiel |  |
| ----------------------------- | -------- | ------------------ | -------- | --------- |  |
|                               |          |                    |          |           |  |
| African Cup Winners’ Cup 1975 | 1. Runde | Mufulira Wanderers | 0:3 (A)  | 1:3 (H)   |  |
| CAF Confederation Cup 2006    | Vorrunde | USJF Ravinala      | 0:0 (H)  | 1:2 (A)   |  |
| CAF Confederation Cup 2016    | Vorrunde | Gaborone United SC | n. a.    | n. a.     |  |
| CAF Confederation Cup 2016    | 1. Runde | Villa SC           | 0:4 (A)  | 0:1 (H)   |  |
| CAF Champions League 2018     | Vorrunde | ZESCO United       | 0:0 (H)  | 0:7 (A)   |  |
| CAF Champions League 2018/19  | Vorrunde | al-Hilal Khartum   | 0:4 (A)  | 0:2 (H)   |  |

- 2016: Gaborone United SC zog seine Mannschaft nach der Auslosung zurück.